# Wireless Application Protocol Bitmap Format
Wireless Application Protocol Bitmap Format, zkrácen jako Wireless Bitmap, je formát monochromatického zápisu obrázků, určený pro úsporné grafické prezentace na mobilních telefonech.
Tento grafický formát je monochromatický a podporuje tak pouze barevnou hloubku 1b – nepodporuje tedy ani barvy, ani stupně šedi. Pixel buď svítí, a nebo nesvítí.
WBMP byl definován organizací Wap Forum pouze pro potřeby WAP v1.0 a jiné uplatnění nikdy nenašel. Pro barevné obrázky ve WAP v2.0 neboli XHTML MP (Mobile Profile) jsou využívány formáty GIF, PNG a JPG.

## Použití a omezení formátu WBMP
Maximální rozměr obrázku je 255x255 pixelů, z hlediska vlastností (zejména velikosti paměti) telefonů s WAP 1.0 (Nokia 7100 ap.) se nedoporučuje používat WBMP ve větších rozměrech než 96×50 pixelů.
Samotné vytvoření souboru je velmi jednoduché, první 2 bajty mají hodnotu 0, následují dva byty udávající šířku a výšku obrázku (0-255), každý další bit pak reprezentuje jeden pixel (1:svítí, 0:nesvítí). Každý řádek je reprezentován celými byty; pokud počet pixelů na řádku není dělitelný osmi, jsou přebytečné bity nastaveny na 0.
Ukázka WBMP:
```
Byte 1: 00000000
Byte 2: 00000000
Byte 3: 00000011 (Šířka 3px)
Byte 4: 00000011 (Výška 3px)
Byte 5: 01000000 (Řádek 1)
Byte 6: 10100000 (Řádek 2)
Byte 7: 01000000 (Řádek 3)

```

(Obrázek má 3 řádky a 3 sloupce, vykreslí čtvereček postavený na špičku)